# نيغويلاس
بلدية نيغويلاس (بالإسبانية: Nigüelas) هي بلدية تقع في مقاطعة غرناطة التابعة لمنطقة أندلوسيا جنوب إسبانيا.

## الديموغرافيا
بلغ عدد سكان بلدية نيغويلاس 1.181 نسمة عام 2011 (وفقاً للمعهد الوطني الإسباني للإحصاء).
| 1.139 | 1.115 | 1.021 | 941 | 1.139 | 1.100 | 1.181 |